# Weißbart-Ruderfrosch
Der Weißbart-Ruderfrosch (Polypedates leucomystax) ist eine Ruderfroschart aus der Gattung Polypedates, die in Südostasien verbreitet ist. Sie stellt vermutlich einen Artkomplex dar.

## Beschreibung

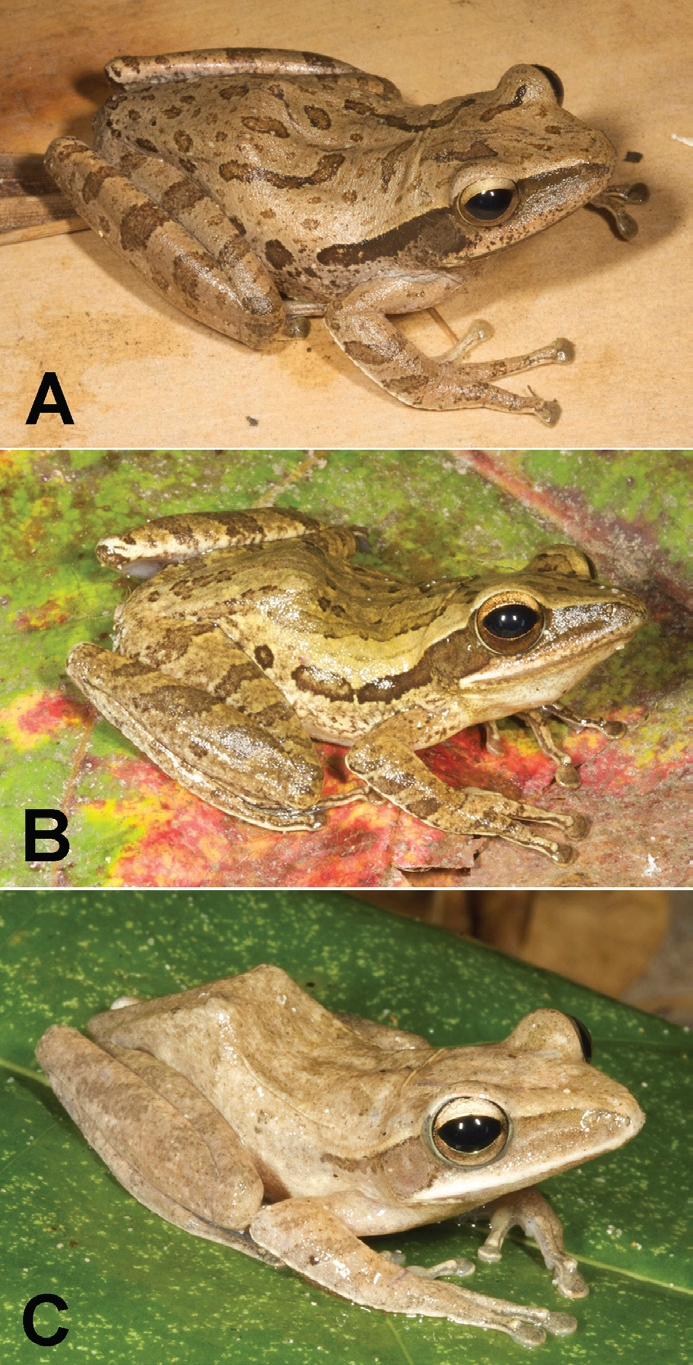
Verschiedene Farbformen des Weißbart-Ruderfrosches

Der Weißbart-Ruderfrosch ist eine kleine bis mittelgroße, schlanke Froschart mit spitzer Schnauze. Die Kopf-Rumpf-Länge beträgt 6,3 bis 7,3 cm bei Weibchen und 4,7 bis 5,2 cm bei Männchen. Die Grundfarbe variiert von hellbraun bis dunkelbraun über rötlich braun und graubraun bis gelblich braun. Meist verläuft beidseitig ein dunkler Streifen von der Schnauze über das Auge und weiter die Körperseite entlang. Typisch ist auch ein weißer Streifen auf der Oberlippe, der von der Schnauze bis unter das Tympanum (Trommelfell) verläuft. Auf dem Rücken weist die Art zudem oft ein Muster aus dunklen Flecken oder Längsstreifen auf. Auf Bali sind dagegen Tiere ohne Muster am häufigsten. Eine dorsolaterale (seitlich am Rücken liegende) Hautfalte fehlt beim Weißbart-Ruderfrosch, jedoch ist eine Falte über dem Trommelfell vorhanden. Die Finger weisen keine nennenswerten Schwimmhäute auf, während sie an den Zehen sichtbar vorhanden sind. Männchen haben eine mittige, subgulare Schallblase.

## Lebensweise
Die Frösche finden sich auf dem Boden und in Büschen. Die Paarungszeit variiert je nach Verbreitungsgebiet. Sie kann das ganze Jahr über stattfinden oder beispielsweise nur zu Beginn der Regenzeit wie auf Bali. In Japan dauert sie mindestens von April bis Oktober. Die Männchen sammeln sich um Stillgewässer, wo sie am Uferrand oder in umliegender, erhöhter Vegetation ihre Paarungsrufe abgeben. Die Weibchen legen zwischen 100 und 400 Eier in etwa 10 cm langen, ovalen Schaumnestern, die an über Wasserflächen hängende Vegetation oder anderem befestigt werden. Dabei ist nur ein einzelnes Männchen beteiligt. Der Schaum der Nester verflüssigt sich nach drei bis vier Tagen und spült die Kaulquappen ins Wasser. Diese ernähren sich opportunistisch, darunter von Detritus, aber auch von Kaulquappen der eigenen Art. Etwa sieben Wochen später sind sie zu fertigen Froschlurchen metamorphisiert.

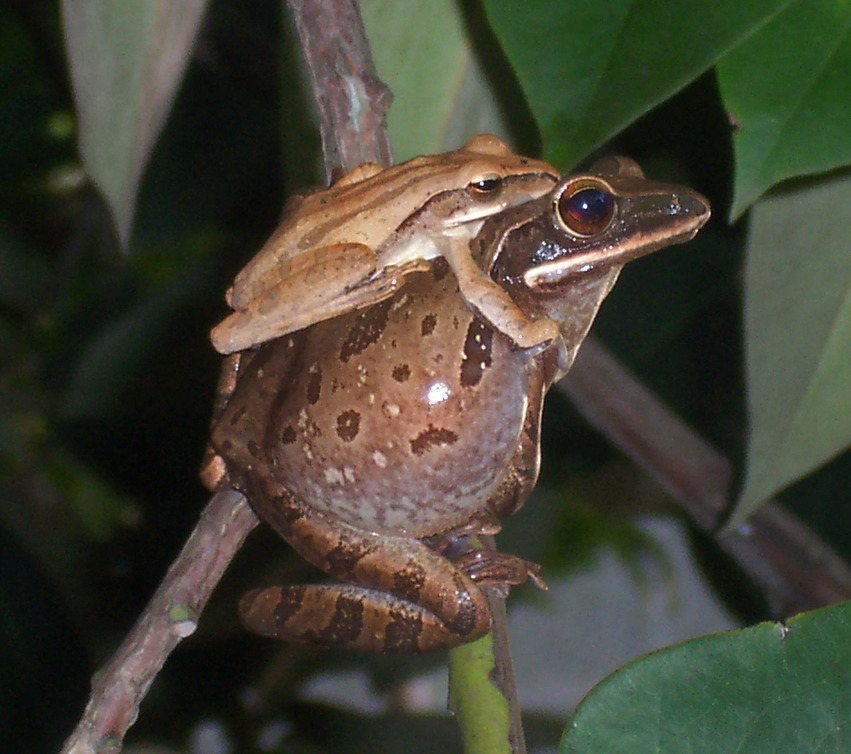
Amplexus
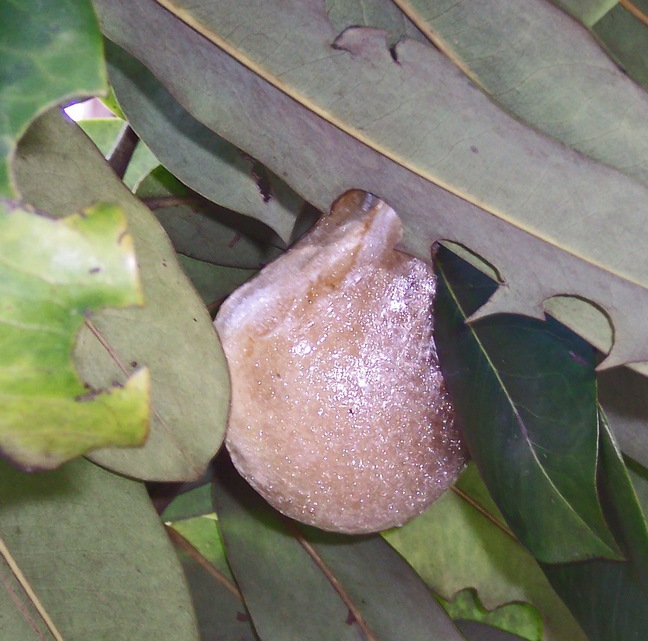
Schaumnest
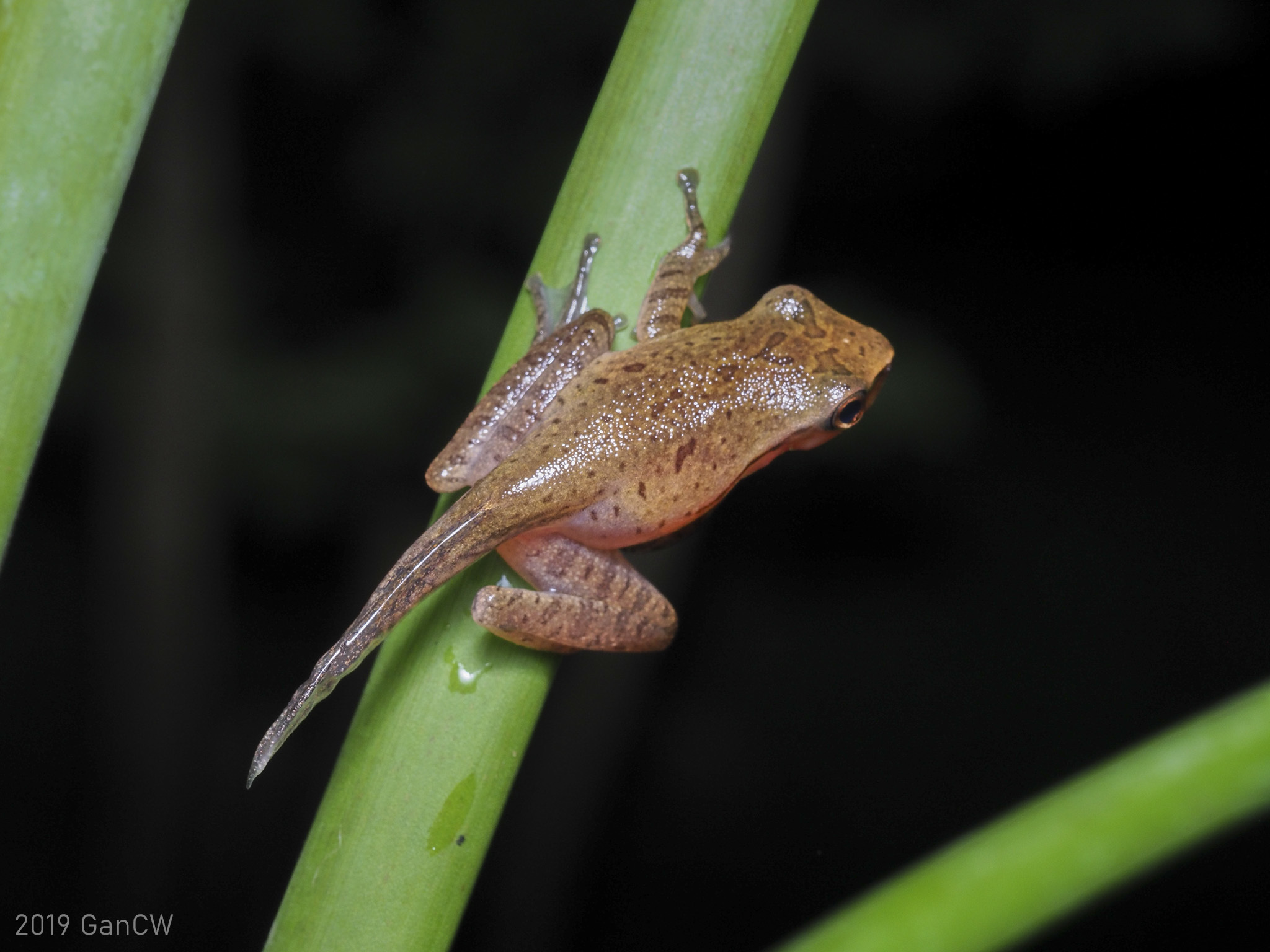
Junger Frosch

## Verbreitungsgebiet und Gefährdungsstatus
Das Verbreitungsgebiet des Weißbart-Ruderfrosches liegt in Südostasien. Der IUCN zufolge beginnt es auf seiner Westgrenze im Nordosten Indiens und erstreckt sich weiter über Bangladesch, angrenzende Gebiete Nepals und möglicherweise Bhutan. Darüber hinaus ist die Art in China (West-Yunnan) und in Indochina verbreitet sowie auf den Philippinen, Borneo, Sumatra, Java, den Mentawai-Inseln, Sulawesi, Bali, Lombok, den Natuna-Inseln, den Anambasinseln, Sumbawa, Sumba, Flores und Timor. Sie wurde zudem in Papua-Neuguinea und in Japan eingeschleppt. In Japan wurde sie bereits auf den Inseln Okinawa Hontō, Tonaki-jima, Kurima-jima, Miyako-jima, Iejima, Iheya-jima, Izena-jima, Sesoko-jima und Yabuchi-jima gefunden. Die ersten Frösche der Art wurden 1964 auf Okinawa Hontō entdeckt, die möglicherweise durch das US-Militär aus Indochina eingeschleppt wurden.
Der Weißbart-Ruderfrosch wird von der IUCN aufgrund seines großen Verbreitungsgebiets als nicht gefährdet (least concern) eingestuft und der Populationstrend als stabil.